# Estación de Hemiksem
La estación de Hemiksem es una estación de tren belga situada en Hemiksem, en la provincia de Amberes, región Flamenca.
Pertenece a la línea  de S-Trein Antwerpen.

## Situación ferroviaria
La estación se encuentra en la línea línea 52 (Amberes-Dendermonde).

## Intermodalidad
| Hemiksem Station |                          |
| Autobuses de Amberes |                          |
| --- | ------------------------ |
| \| Línea \| Recorrido \| \| ----- \| ------------------------ \| \| 14 \| Noorderplaats ↔ Hemiksem \| \| 298 \| Berchem ↔ Boom \| |                          |
| Línea | Recorrido                |
| 14 | Noorderplaats ↔ Hemiksem |
| 298 | Berchem ↔ Boom           |